# Linia kolejowa Horažďovice – Domažlice
Linia kolejowa Horažďovice – Domažlice (Linia kolejowa nr 185 (Czechy)) – jednotorowa, regionalna i niezelektryfikowana linia kolejowa w Czechach. Łączy stację Horažďovice předměstí i Domažlice. Przebiega w całości przez terytorium kraju pilzneńskiego.